# Turkospannad solängel
Turkospannad solängel (Heliangelus clarisse) är en fågel i familjen kolibrier.

## Utseende och läte
Turkospannad solängel är en medelstor kolibri. Hanen är glittrande violett eller lila på strupen, kantat av en smal vit halvmåne. Honans strupe är grön- och brunfläckad, utan glans. Vissa hanar saknar det mesta av det vita på strupen och kan då vara mycket lika turmalinsolängel, men turkospannad solängel är olikt denna något beigefärgad på buken. Arten skiljer sig från gyllensolängeln genom strupfärgen och vitt, ej beigefärgat, band i nacken.

## Utbredning och systematik
Fågeln förekommer i norra Sydamerika och delas in i tre underarter med följande utbredning:
- Heliangelus clarisse violiceps – Sierra de Perijá, utmed gränsen mellan Colombia och Venezuela
- Heliangelus clarisse verdiscutus – Tamáregionen i östra Colombia och västra Venezuela
- Heliangelus clarisse clarisse – östra Anderna i Colombia (Norte de Santander till Cundinamarca) och närliggande västra Venezuela

Den betraktades tidigare som underart till ametiststrupig solängel (Heliangelus amethysticollis).

## Levnadssätt
Turkospannad solängel förekommer i höglänta molnskogar. Där ses den vanligen när den födosöker i gläntor eller skogsbryn. I vissa områden kan den också påträffas vid kolibrimatningar.

## Status och hot
Arten har ett stort utbredningsområde, men tros minska i antal, dock inte tillräckligt kraftigt för att den ska betraktas som hotad. Internationella naturvårdsunionen IUCN listar arten som livskraftig (LC).